# Saint-Sauveur-sur-Tinée
Saint-Sauveur-sur-Tinée település Franciaországban, Alpes-Maritimes megyében. Lakosainak száma 295 fő (2022. január 1.). Saint-Sauveur-sur-Tinée Ilonse, Isola, Rimplas, Roure és Valdeblore községekkel határos.

## Népesség
A település népessége az elmúlt években az alábbi módon változott:
| Lakosok száma | 386  | 368  | 337  | 346  | 352  | 338  | 308  | 306  | 307  | 295  |
|               | 1968 | 1982 | 1990 | 2006 | 2013 | 2015 | 2017 | 2019 | 2020 | 2022 |